# Avraham Adan
Avraham Adan, in ebraico אברהם אדן, noto anche con il soprannome di Bren (Kfar Giladi, 5 ottobre 1926 – Ramat HaSharon, 28 settembre 2012), è stato un generale israeliano.
Esperto di guerra corazzata, si distinse in tutte le guerre di Israele; nella guerra del Kippur guidava una divisione corazzata di riserva che, dopo alcune sconfitte iniziali, contribuì alla vittoriosa controffensiva finale delle forze di difesa israeliane a ovest del canale di Suez. Dopo la guerra lasciò l'esercito nel 1977.

## Biografia
Originario di kibbutz di Kfar Giladi, Avraham Adan, soprannominato "Bren" dal nome della famosa mitragliatrice britannica, entrò giovanissimo nel Palmach nel 1943 e partecipò alla guerra d'indipendenza di Israele, distinguendosi nella conquista della città giordana di Umm Al-Rashrash, l'attuale Eilat. Entrato nel nuovo corpo corazzato delle forze armate di Israele, divenne un esperto di carri armati e guidò con successo un battaglione blindato nella guerra di Suez.
Al tempo della guerra dei sei giorni era vice-comandante della divisione corazzata del generale Avraham Yoffe e partecipò alla rapidissima avanzata nella penisola del Sinai. Nel 1969 assunse il comando di tutte le forze corazzate di Tsahal e mantenne questo incarico fino al 1973 nel momento dell'inizio della guerra del Kippur.
Subito dopo lo scoppio di questo conflitto ricevette il comando della 162ª Divisione corazzata "HaPlada" e l'8 ottobre 1973 guidò i suoi carri armati nel primo contrattacco contro le truppe egiziane che avevano superato il canale di Suez. L'attacco si concluse con un totale fallimento e costò pesanti perdite alle unità blindate di Adan che furono colte di sorpresa dai mezzi anticarro egiziani. Dopo molte polemiche con gli altri generali israeliani del fronte del Sinai, Shmuel Gonen, Ariel Sharon e David Elazar, Adan guidò con successo la seconda controffensiva israeliana e furono i suoi carri armati che attraversarono il canale e avanzarono audacemente verso sud fino a Suez tagliando fuori una parte delle forze egiziane.
Dopo la guerra del Kippur, Avraham Adan tenne il comando temporaneo del Fronte Meridionale israeliano e quindi, dopo essere stato addetto militare all'ambasciata di Washington, si ritirò dall'esercito nel 1977.